# Operat kolaudacyjny
Operat kolaudacyjny – zbiór dokumentów budowy, przygotowanych przez wykonawcę robót w celu ich przekazania zamawiającemu, stanowiący podstawę odbioru i oceny zgodności wykonanych robót z dokumentacją projektową i kosztorysem. 
Dokumentami zawartymi w operacie mogą być między innymi: atesty higieniczne dotyczące wbudowanych materiałów, karty gwarancyjne producentów na zamontowane urządzenia, protokoły z badań lub pomiarów.